# Monumento a los Colonizadores
El Monumento a los Colonizadores, es un monumento escultórico ubicado en el barrio Chipre de la ciudad de Manizales, Colombia, y el cual evoca la fundación de la ciudad producto de la colonización antioqueña.

## Historia

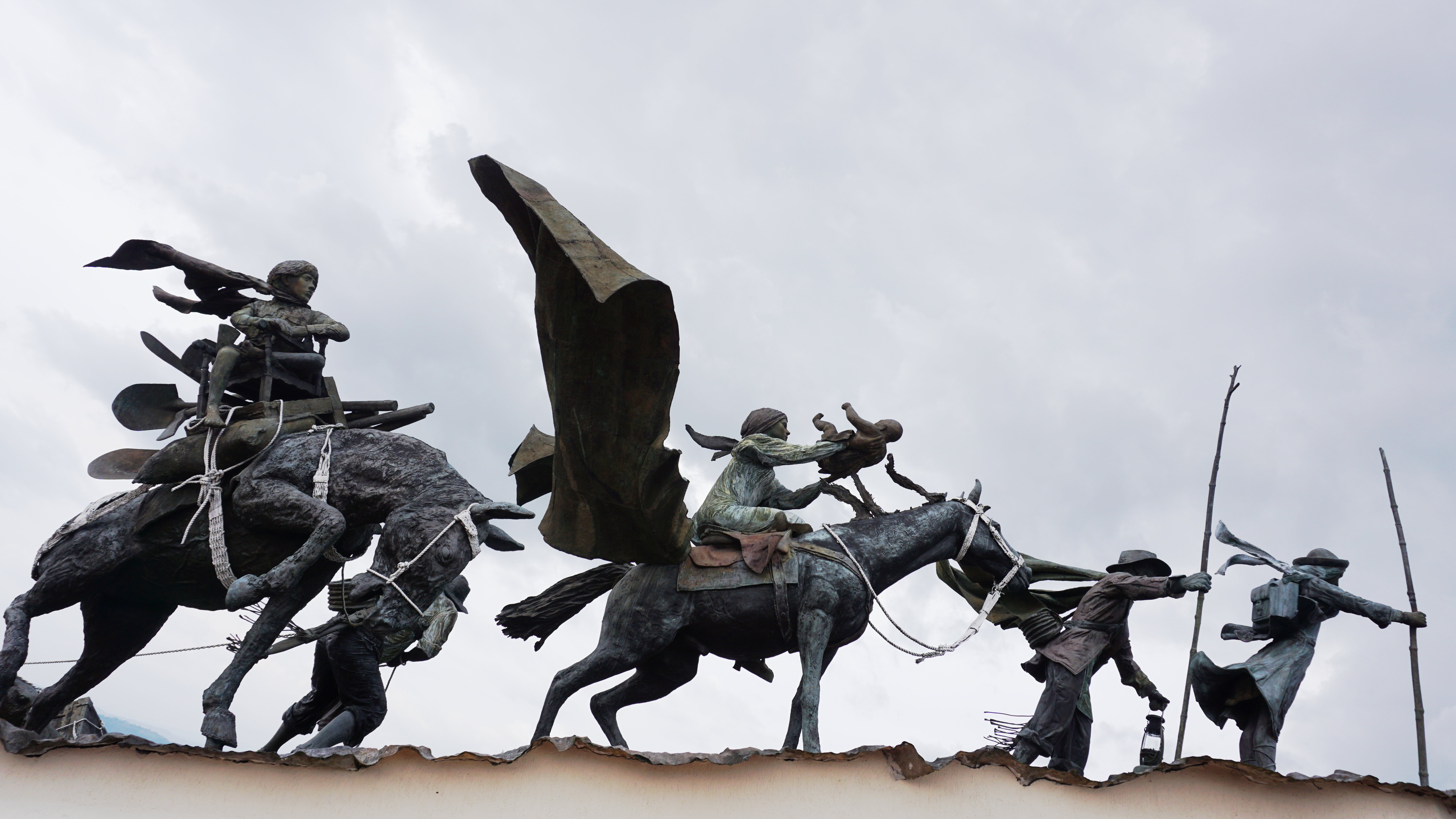
Monumento de los colonizadores.

### El Lago de Aranguito
En el área donde actualmente se encuentra el monumento, había un nacimiento de agua y se formó un charco, que con los años se conoció como Lago de Aranguito, ubicado sobre una de las rutas de entrada de colonos antioqueños, en 1922 la Sociedad de Mejoras Públicas de Manizales inició la organización de un parque público en este sitio; se adecuó el terreno, se levantó un kiosco, una casa con techo de paja y cada ocho días se establecían las famosas retretas, lugar utilizado por los habitantes como área recreativa, se secaría para dar paso al monumento.

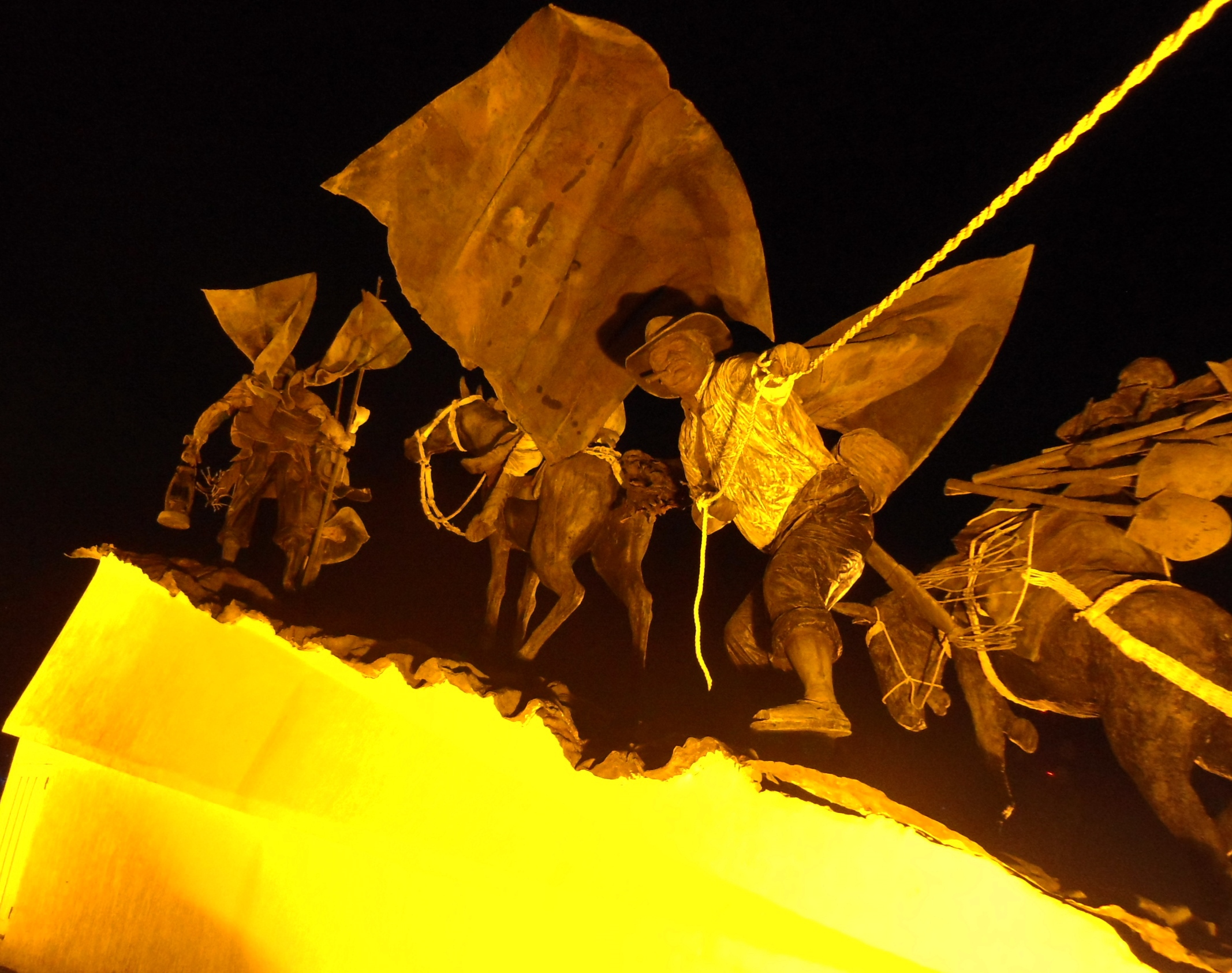
El monumento durante la noche.

### El Monumento
La obra realizado por el maestro Luis Guillermo Vallejo Vargas oriundo de la ciudad con un total de aproximadamente 50 toneladas de bronce que fueron conseguidas a través de una convocatoria para recoger llaves o piezas de bronce o cobre que no utilizaran y quisieran donar, los habitantes de la ciudad. La fundición y elaboración del monumento se realizó en etapas, siendo realizado entre 1997 y 2002.

## Obra
Esta obra se encuentra dividida en dos partes: 

### La agonía
La cual se encuentra en la parte inferior y hace referencia a los viajes que tuvieron que realizar los colonizadores a lomo de buey a través de las escarpadas montañas de la cordillera central para poder llegar a colonizar la región. Sobre el lomo de los bueyes es posible apreciar algunos de los sitios más conocidos de la ciudad tales como La Catedral Basílica de Nuestra Señora del Rosario de Manizales, la Torre de Herveo, el Palacio de la Gobernación entre otros. La expresión de los animales y las personas que allí se observan permite apreciar las dificultades sufridas por quienes finalmente colonizaron estas montañas.

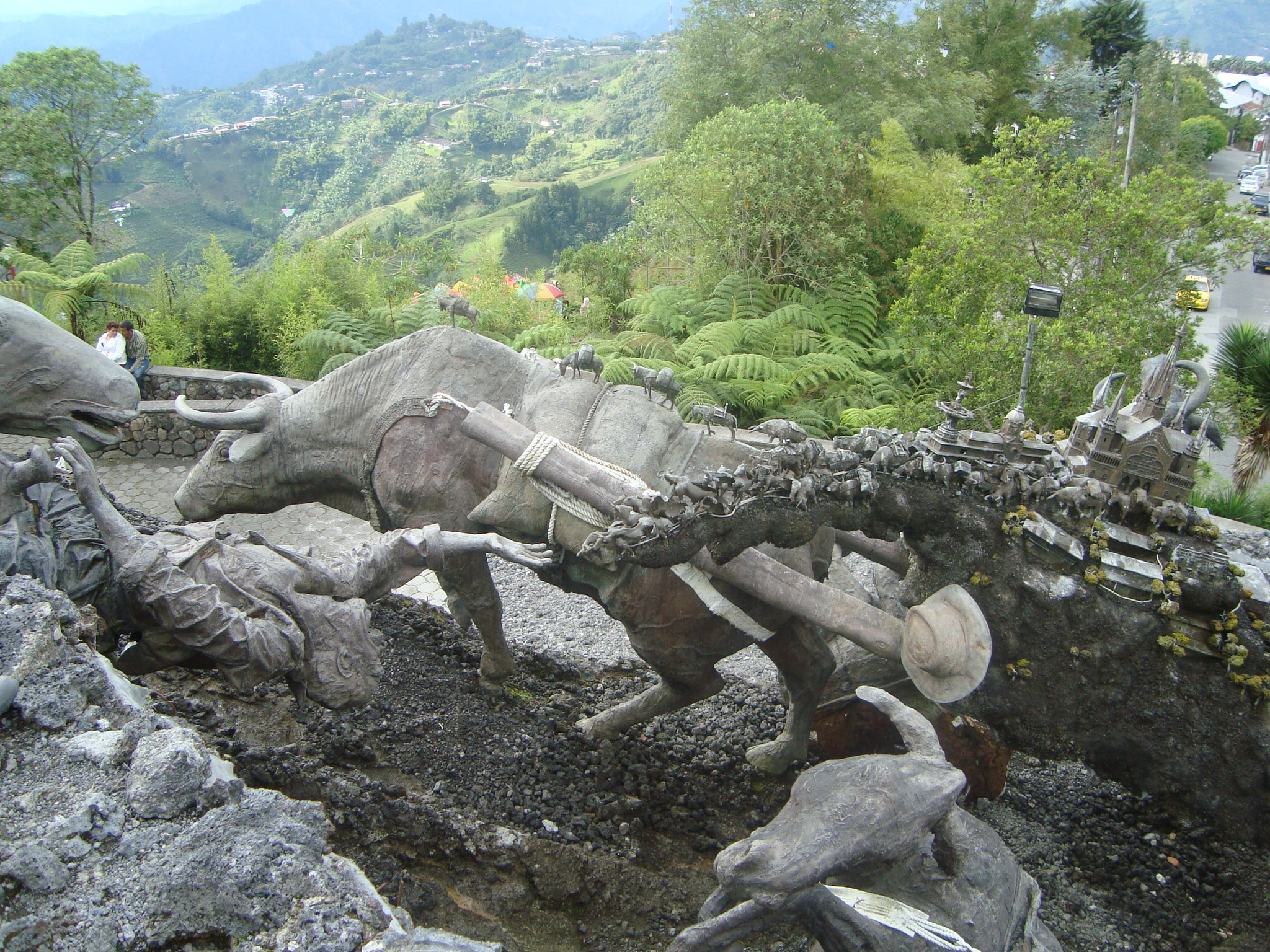
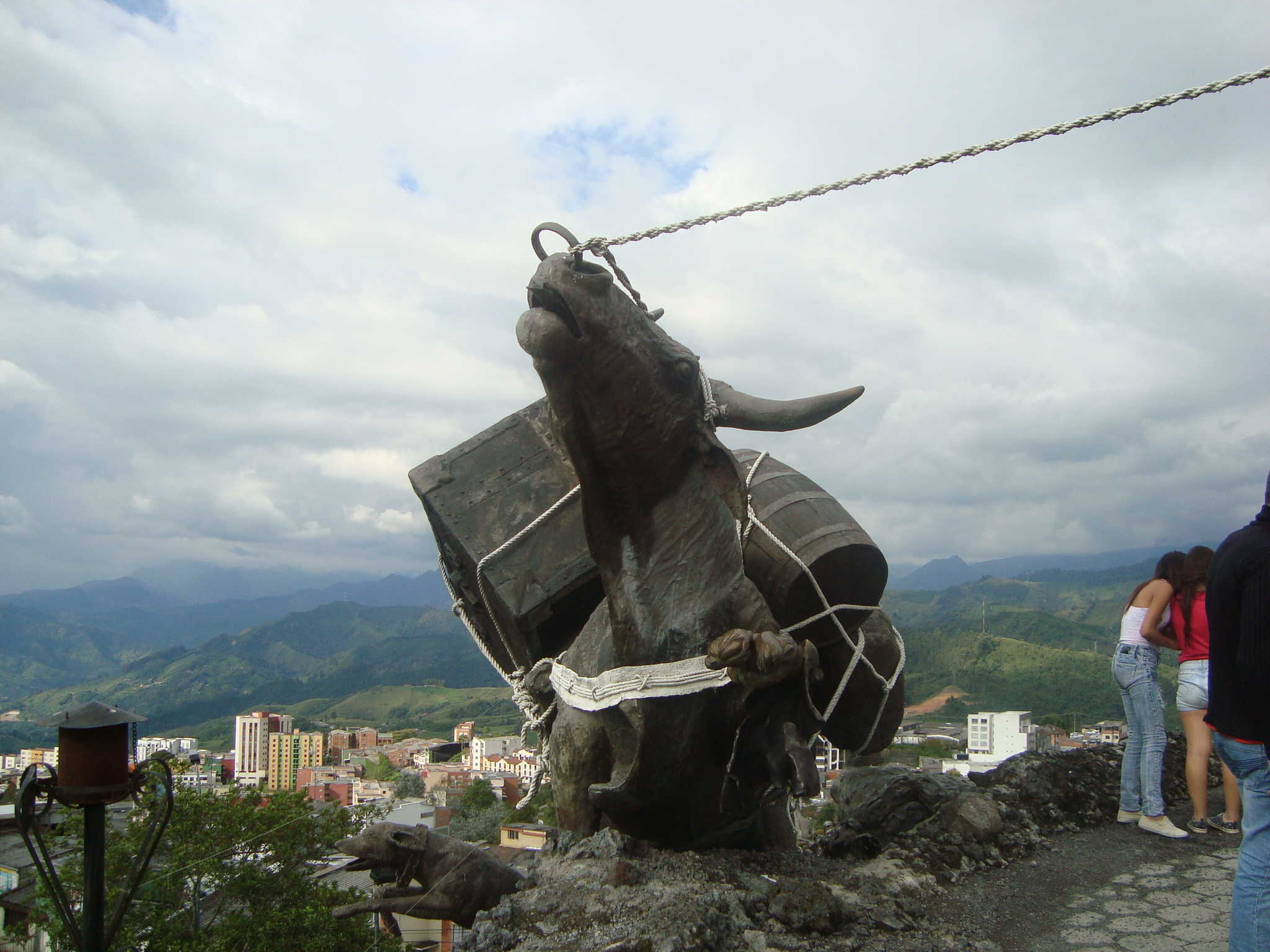
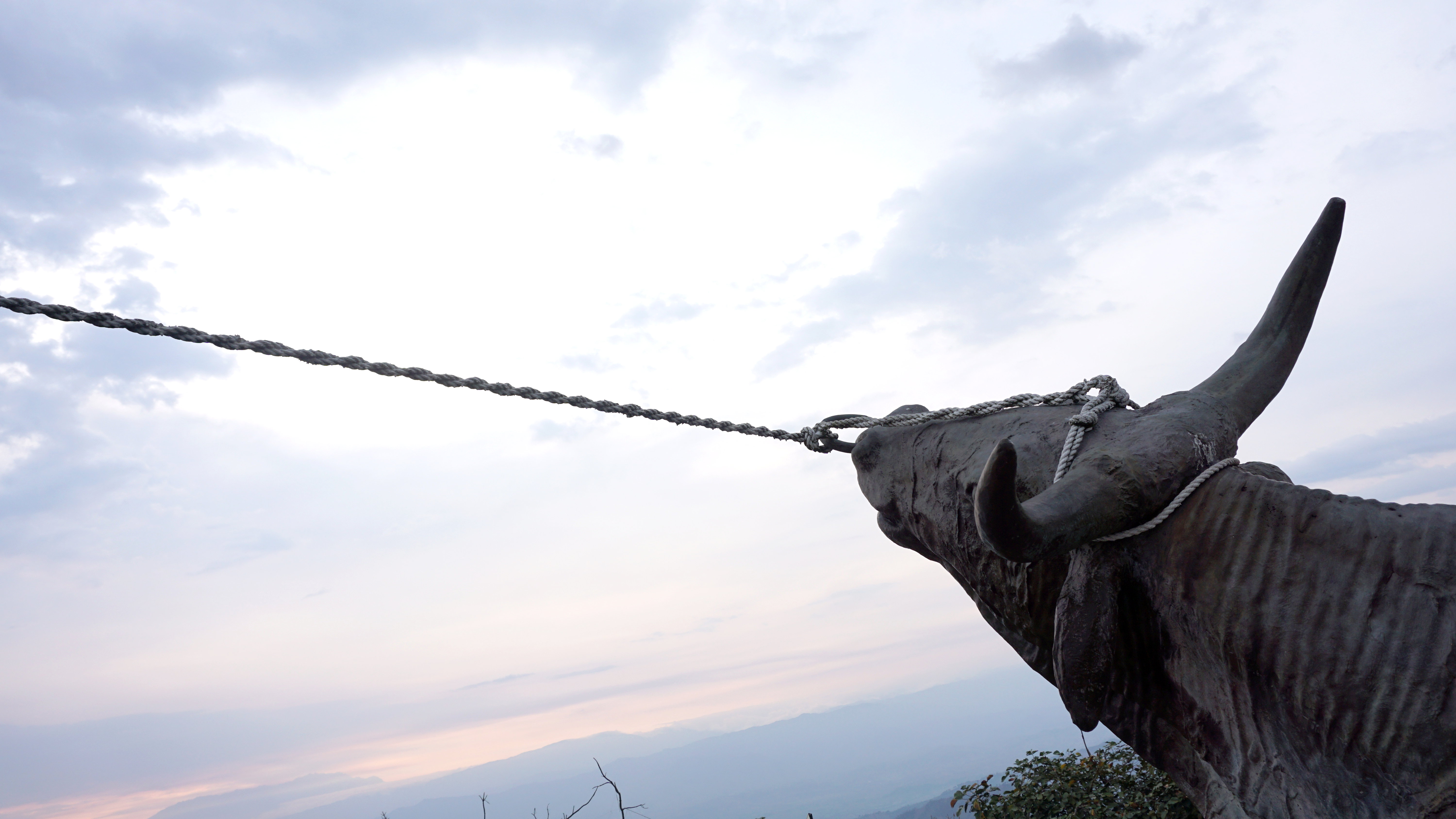
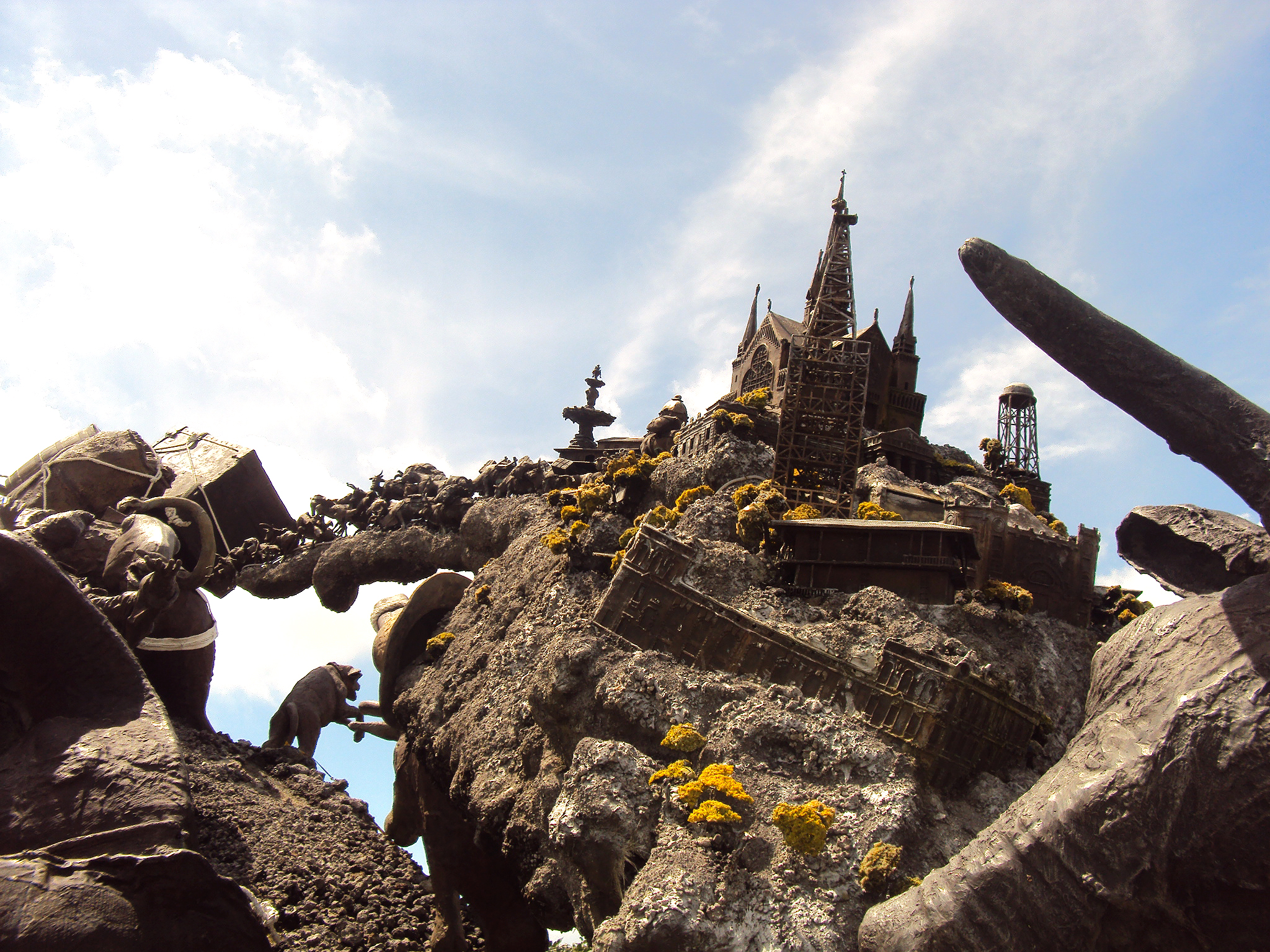
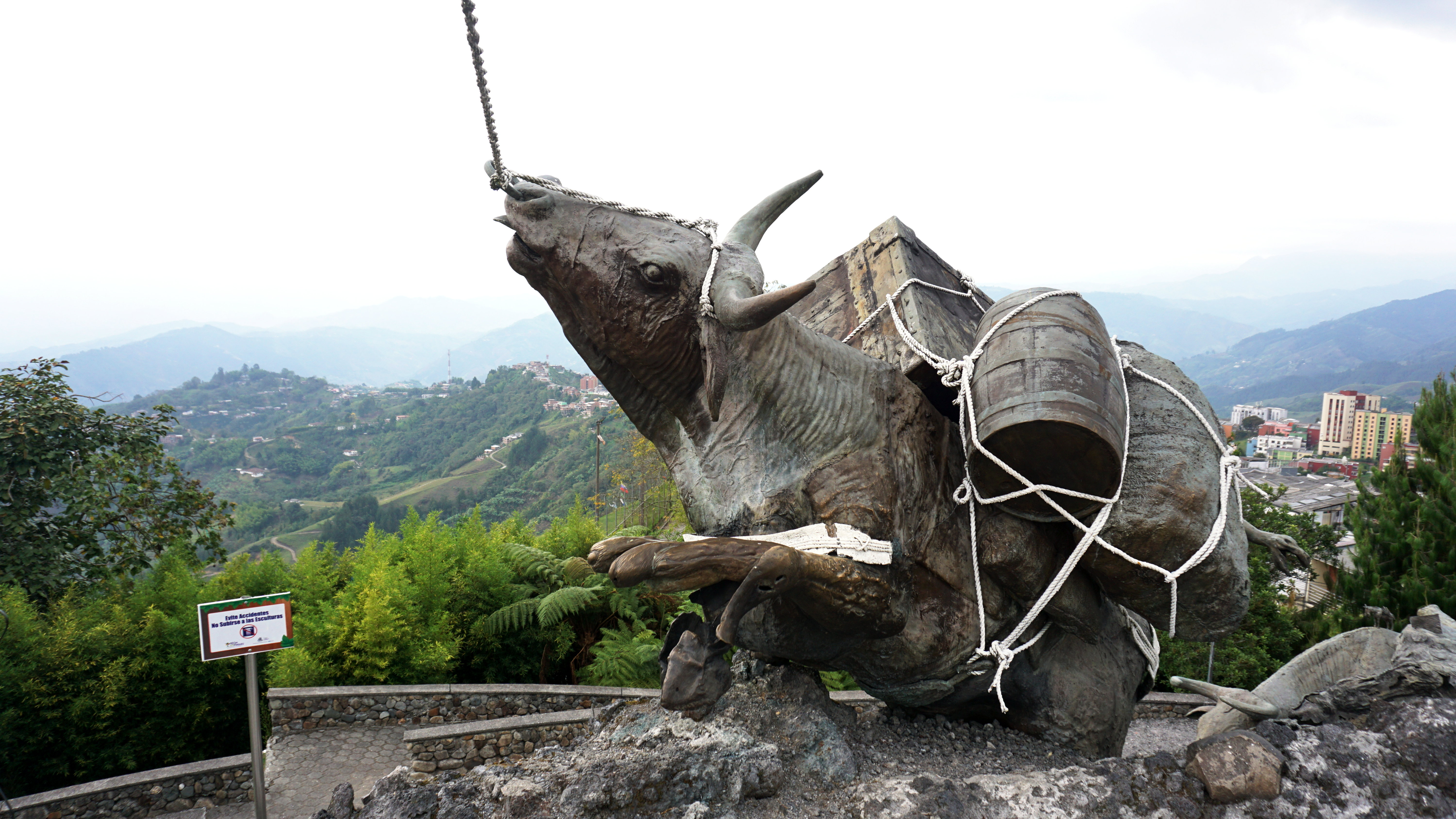
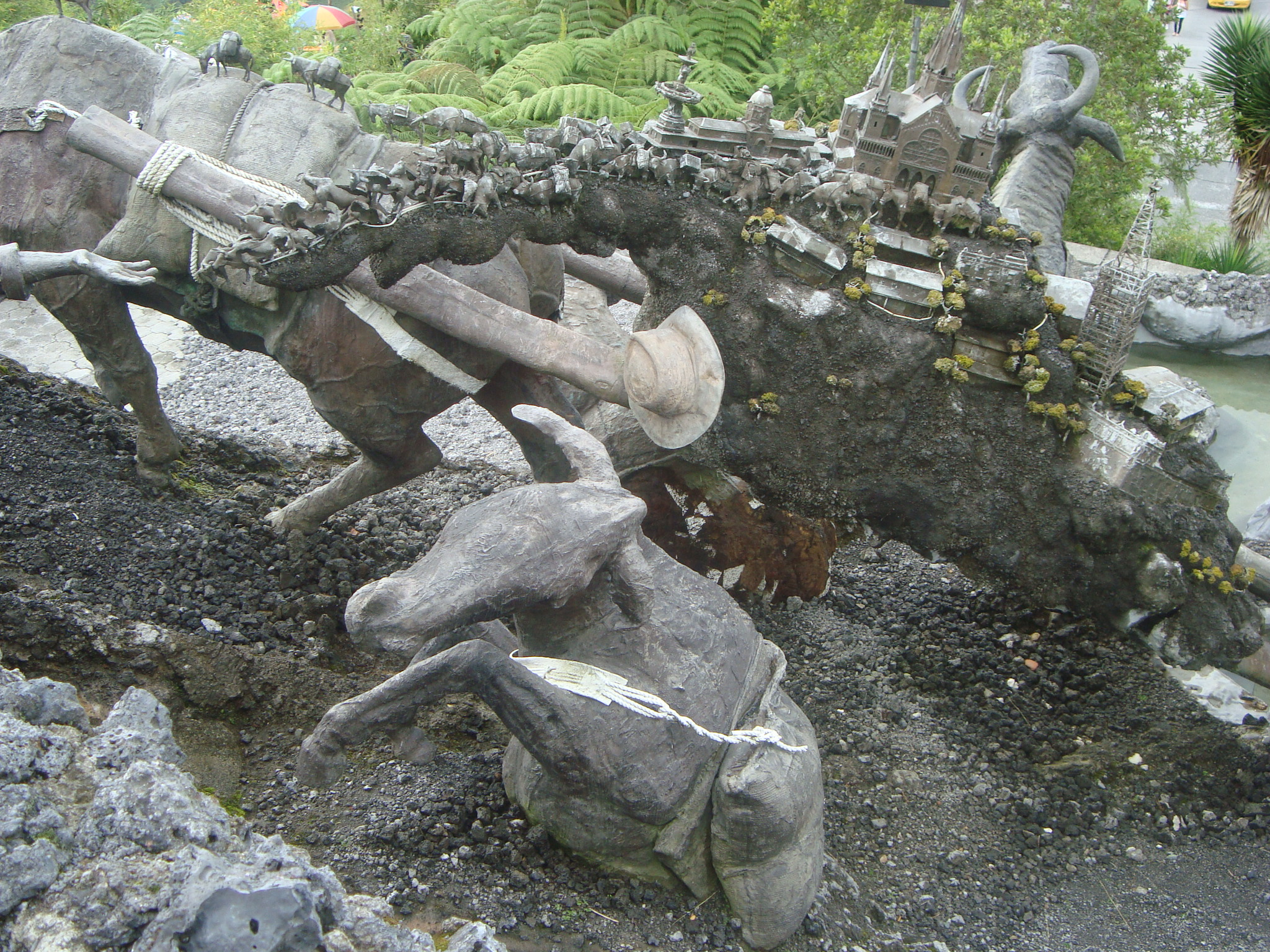

### El Éxtasis
Se encuentra en la parte superior y central de este monumento, representa el triunfo de estos colonizadores cuando finalmente pudieron llegar a este territorio. En esta parte es posible apreciar ya un perro más relajado, sentado sobre el suelo, y a las personas colonizadores, entre ellas una mujer elevando su hijo, en modo de gratitud.

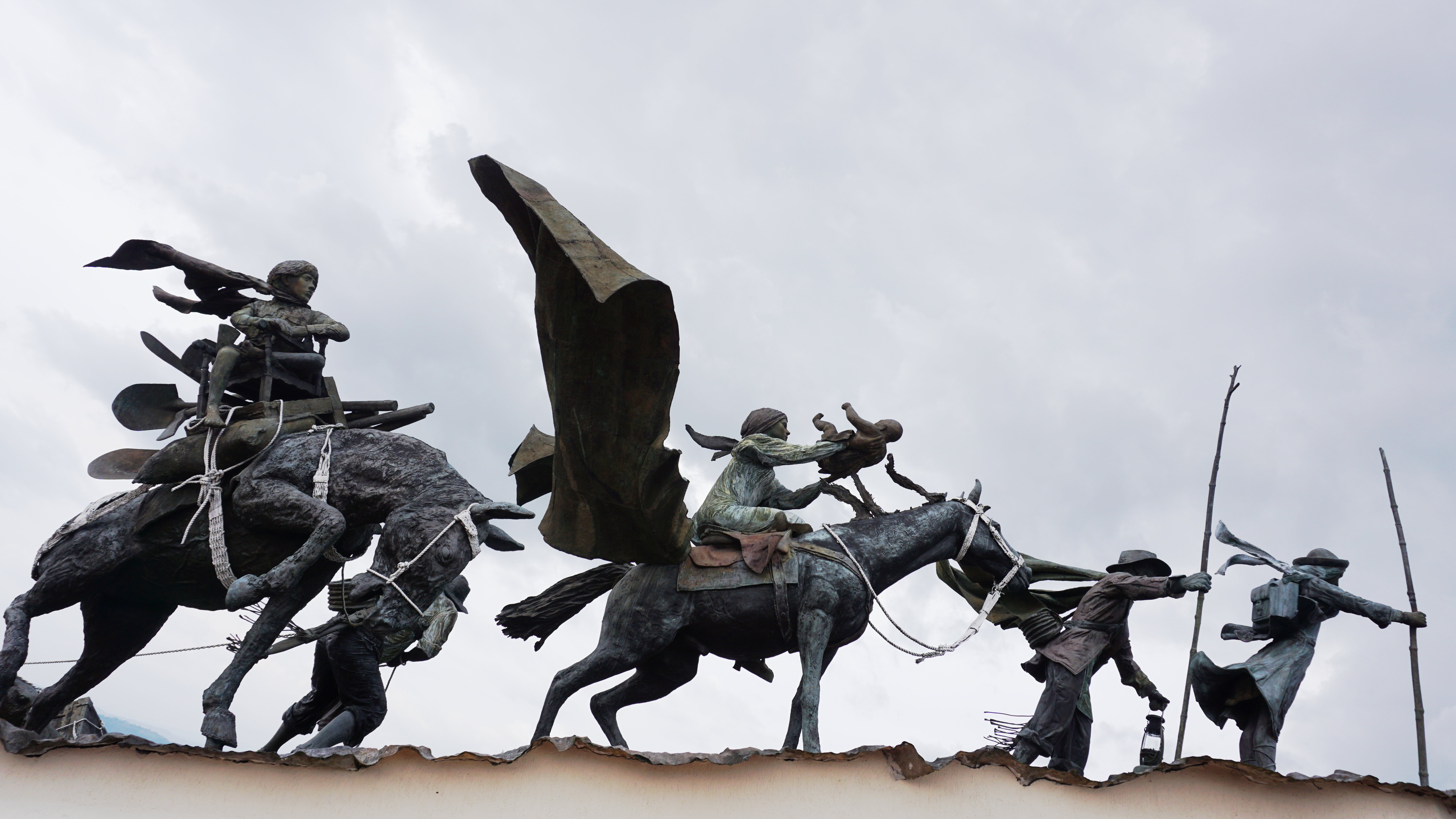
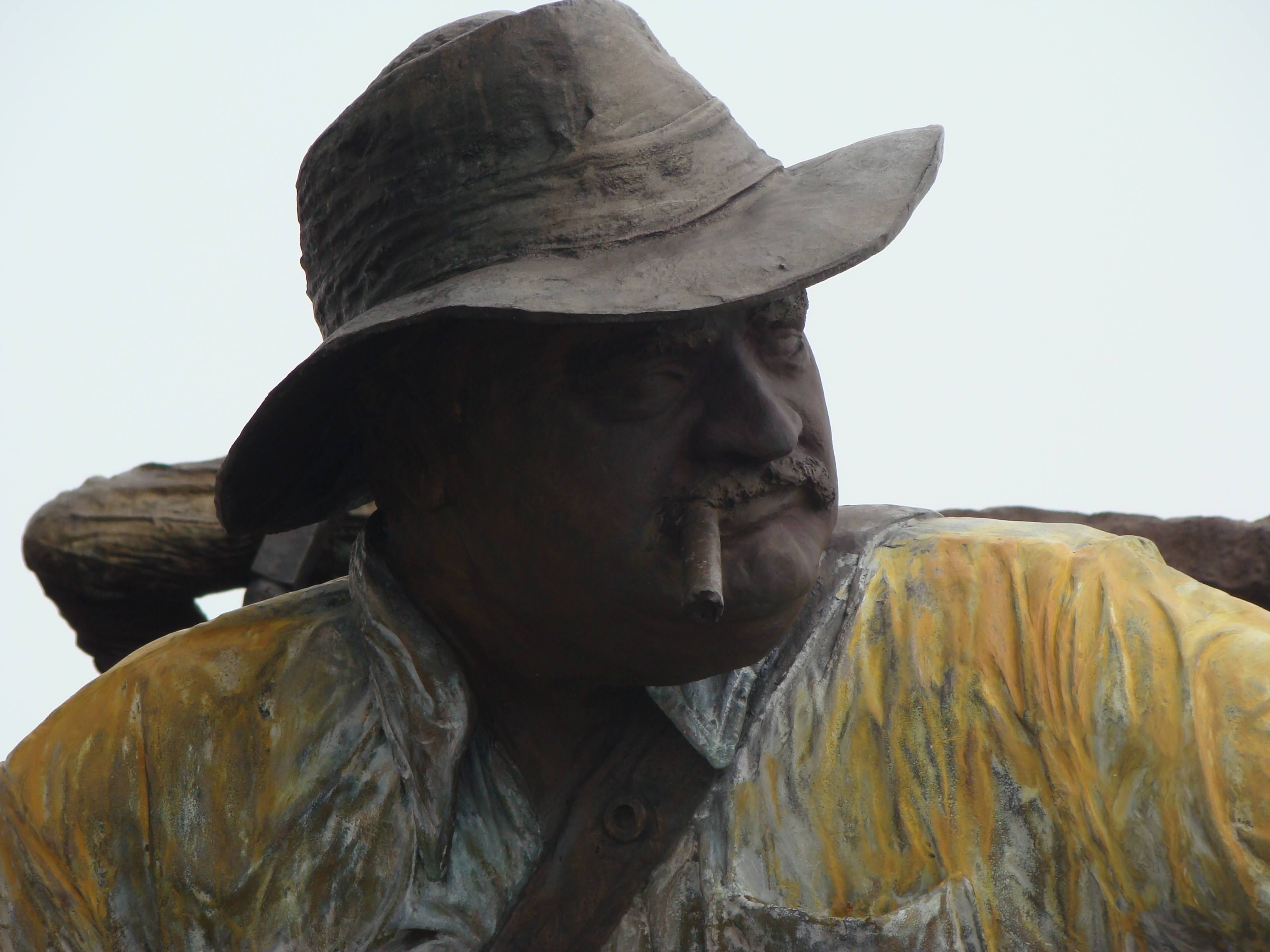
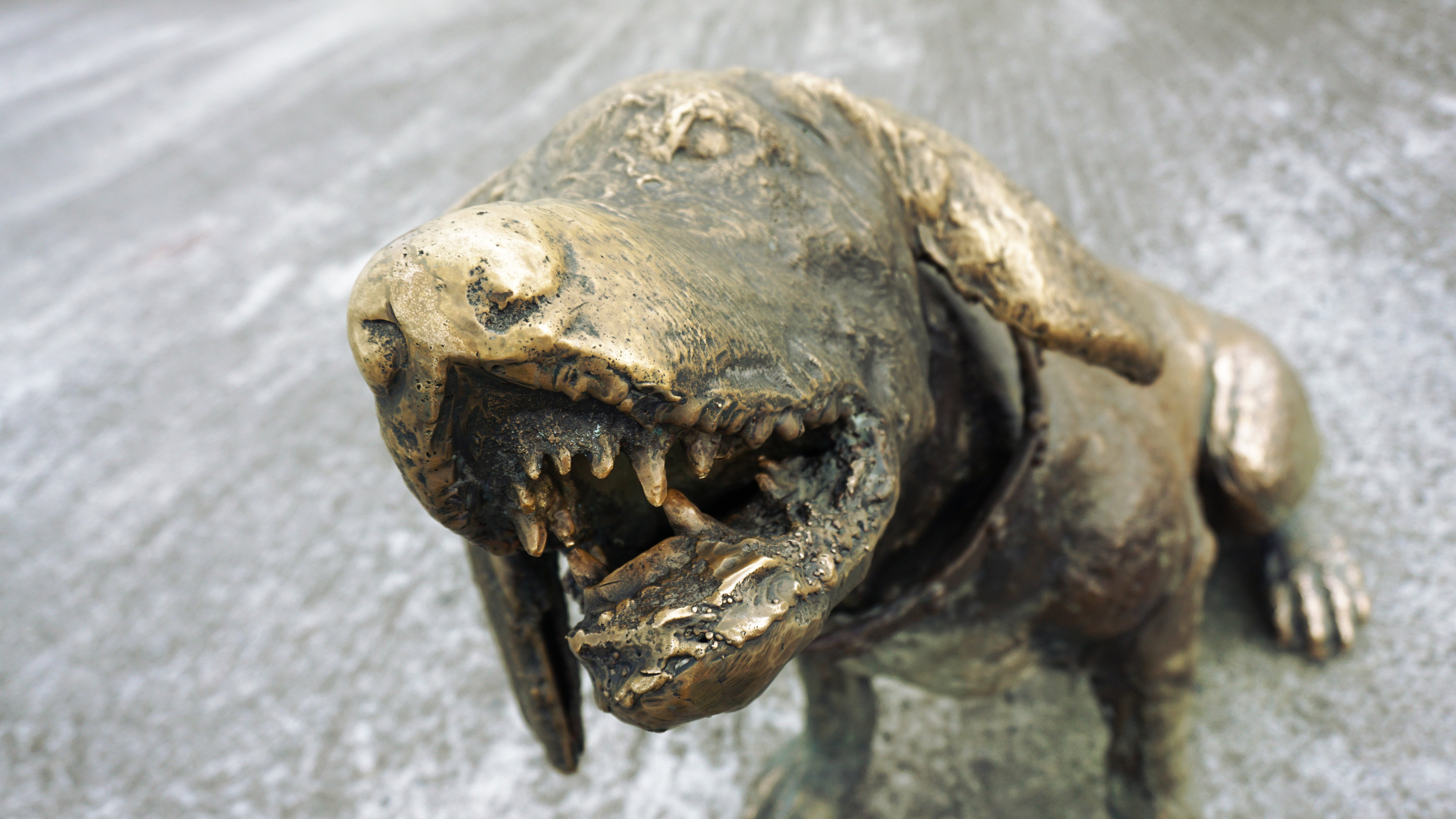
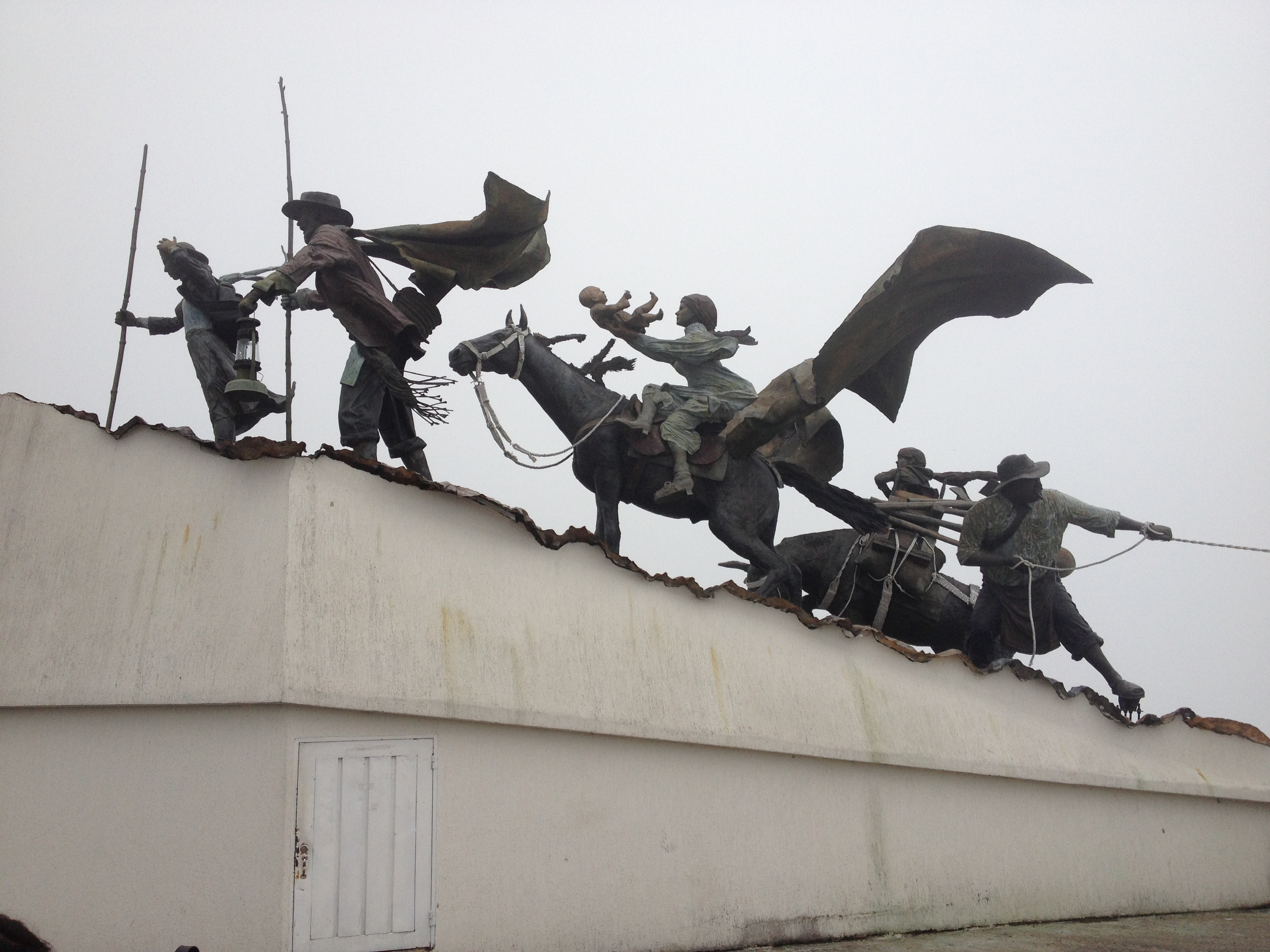
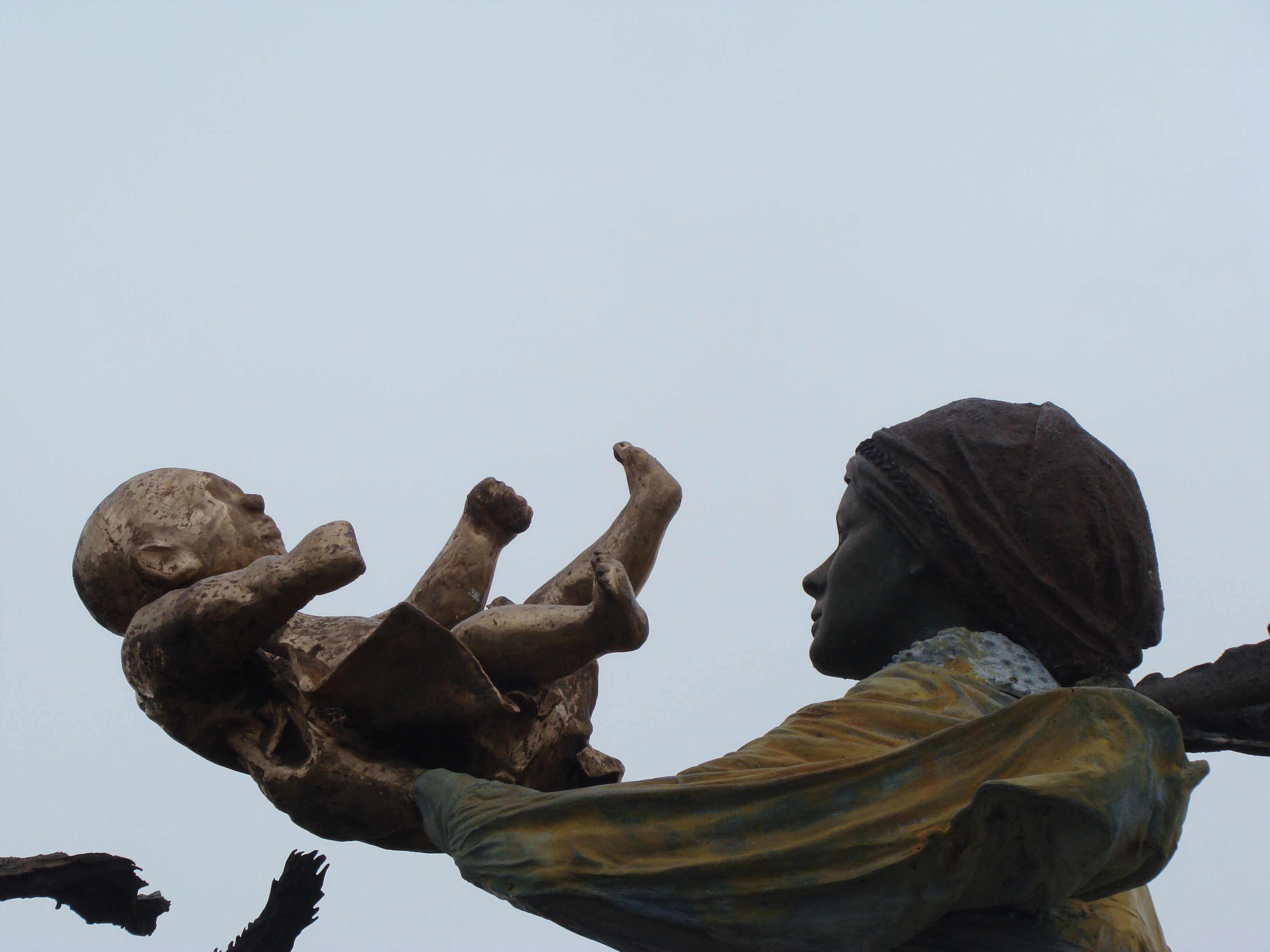
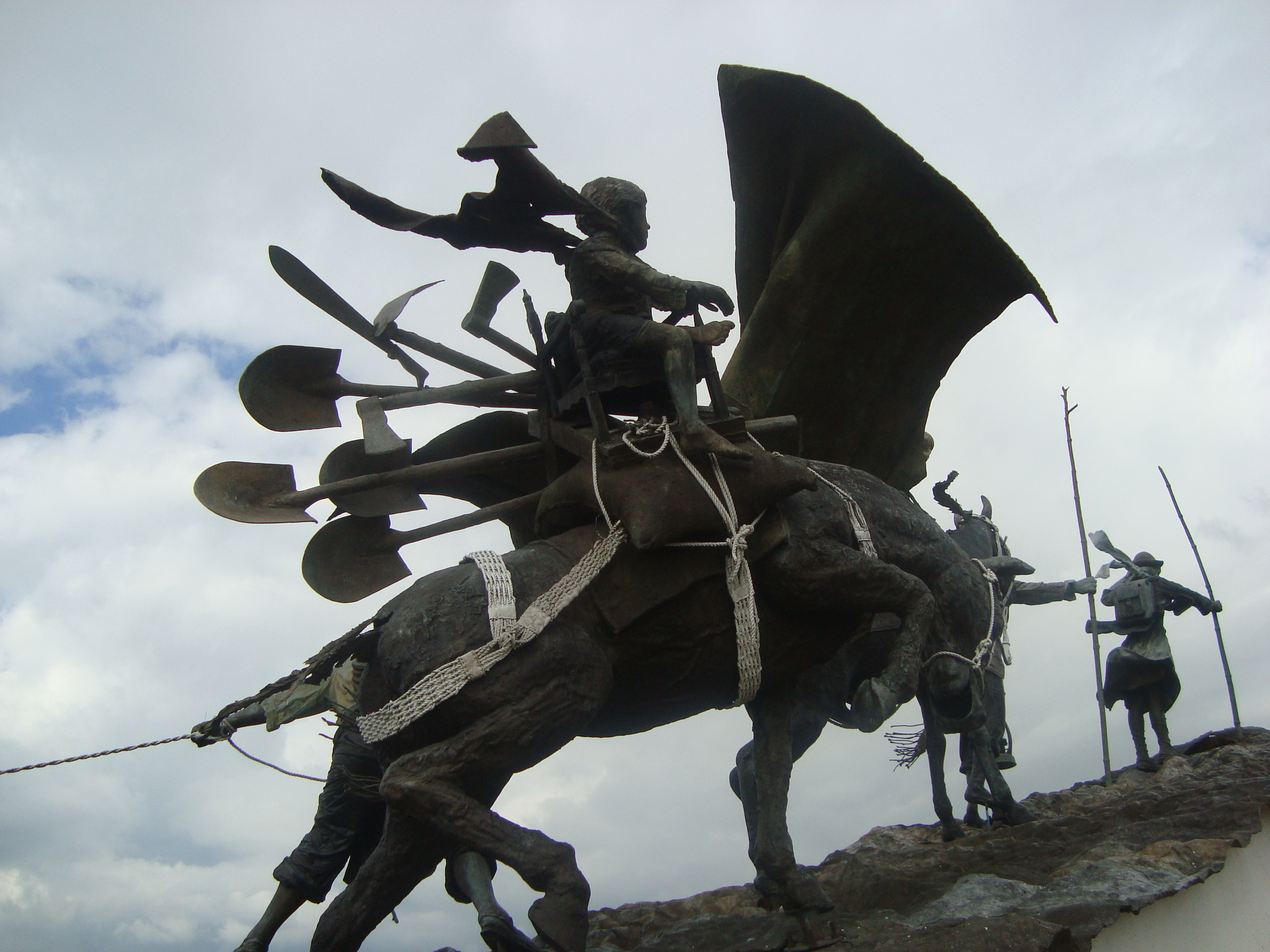
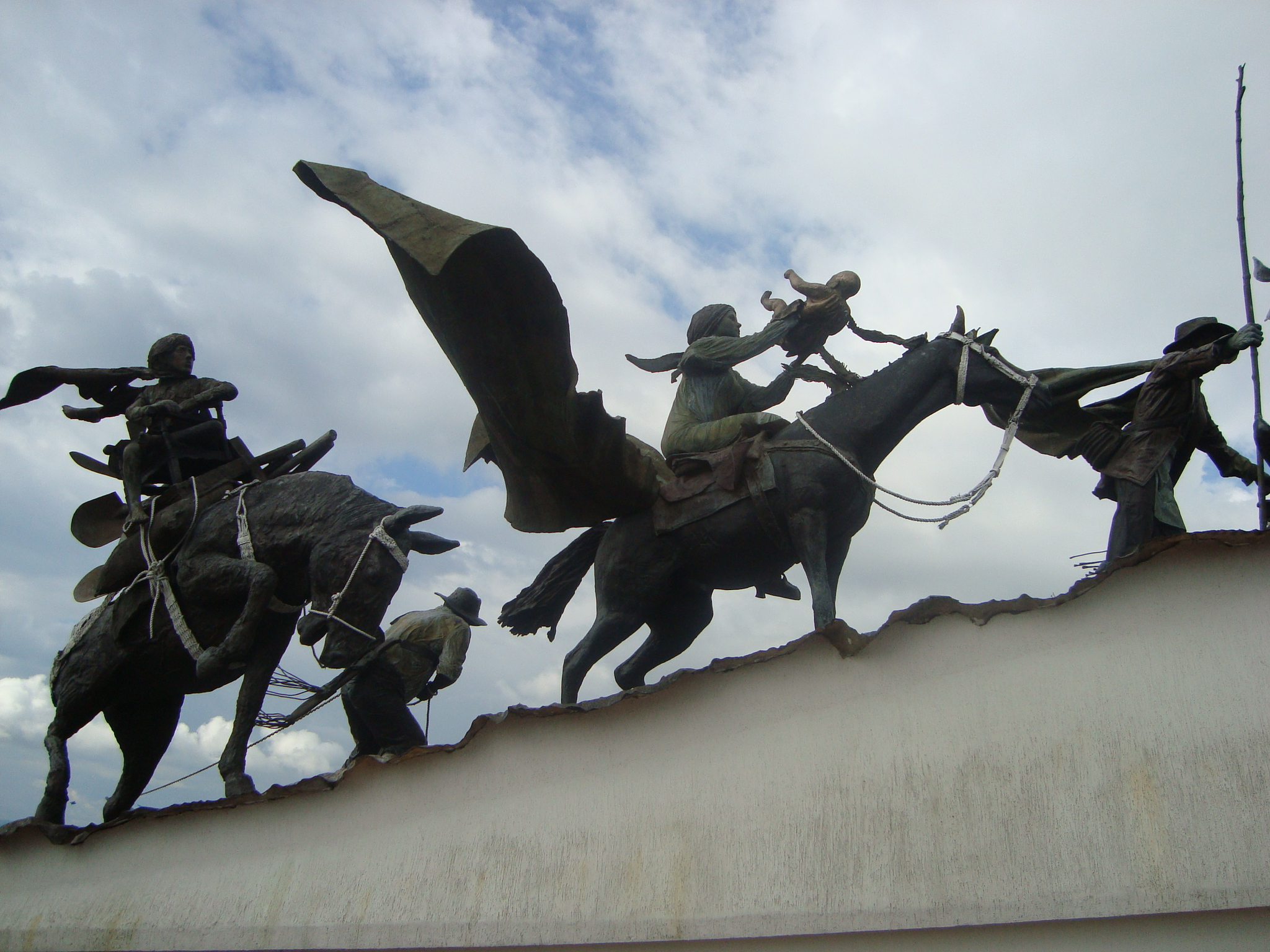